# Zé Carlos (ur. 1980)
Zé Carlos, właśc. José Carlos Garcia Leal (ur. 15 lipca 1980) – brazylijski piłkarz występujący na pozycji pomocnika.

## Kariera klubowa
Od 2000 do 2015 roku występował w klubach Goiás EC, São Caetano, Corinthians Paulista, Cerezo Osaka, Botafogo, Náutico, Caxias, Grêmio Barueri, Aparecidense, Sobradinho, Icasa i Ituano.